# جونا مالمگرن
جونا مالمگرن (به انگلیسی: Jonna Malmgren،  زادهٔ ۲۱ ژوئن ۲۰۰۱) یک کشتی‌گیر آزادکار اهل کشور سوئد است. وی سابقه حضور در المپیک ۲۰۲۴ پاریس را دارد.  